# روژی د فلامینک
روژی د فلامینک (اسپانیایی: Roger De Vlaeminck‎؛ زادهٔ ۲۴ اوت ۱۹۴۷) دوچرخه‌سوار اهل بلژیک است.
از باشگاه‌هایی که در آن رکاب زده‌است می‌توان به تیم دوچرخه‌سواری بروکلین و تیم دوچرخه‌سواری فلاندریا اشاره کرد.
وی در مسابقات کشوری و بین‌المللی در مجموع برندهٔ ۱ مدال طلا، ۲ مدال نقره شده‌است.